# Highley St Mary
Highley St Mary var en civil parish från 1858 till 1894 då den blev en del av Oakford, i grevskapet Devon, i England. Civil parish var belägen 11 km från Tiverton och hade 16 invånare år 1891.